# 오스트레일리아 동부

오스트레일리아 동부

오스트레일리아 동부(Eastern states of Australia)는 뉴사우스웨일스주, 빅토리아주, 퀸즐랜드주를 포함하며 종종 사우스오스트레일리아주와 태즈메이니아주를 포함한다. 좁은 의미든 넓은 의미든 호주 동부 지역에는 호주 인구 대부분이 산다. 수도 캔버라, 인구 수 1~3위 도시인 시드니, 멜번, 브리즈번이 있다. 2021년 현재 인구가 10만 명이 넘는 호주 도시 19곳 중 16곳이(사우스오스트레일리아주가 호주 동부 지역에 포함될 시 17곳) 호주 동부 지역에 있는데, 이 도시들 중에는 인구가 50만 명 이상이면서 주도가 아닌 골드코스트, 퀸즐랜드, 뉴캐슬이 있다. 호주 동부 지역의 기후는 온난 습윤 기후다.